# Коморські Острови на Чемпіонаті світу з водних видів спорту 2015
Коморські Острови взяли участь у Чемпіонаті світу з водних видів спорту 2015, який пройшов у Казані (Росія) від 24 липня до 9 серпня.

## Плавання
Коморські плавці виконали кваліфікаційні нормативи в дисциплінах, які наведено в таблиці (не більш як 2 плавці на одну дисципліну за часом нормативу A, і не більш як 1 плавець на одну дисципліну за часом нормативу B):
Чоловіки
| Спортсмен       | Дисципліна           | Попередній заплив | Попередній заплив | Півфінал        | Півфінал        | Фінал           | Фінал           |
| Спортсмен       | Дисципліна           | Час               | Місце             | Час             | Місце           | Час             | Місце           |
| --------------- | -------------------- | ----------------- | ----------------- | --------------- | --------------- | --------------- | --------------- |
| Чаоїлі Аонзудін | 50 м батерфляєм      | 31.09             | 75                | Завершив виступ | Завершив виступ | Завершив виступ | Завершив виступ |
| Чаоїлі Аонзудін | 100 м батерфляєм     | 1:21.89           | 73                | Завершив виступ | Завершив виступ | Завершив виступ | Завершив виступ |
| Атумане Соїліхі | 50 м вільним стилем  | 27.34             | 97                | Завершив виступ | Завершив виступ | Завершив виступ | Завершив виступ |
| Атумане Соїліхі | 100 м вільним стилем | 1:03.09           | 113               | Завершив виступ | Завершив виступ | Завершив виступ | Завершив виступ |

Жінки
| Спортсменка     | Дисципліна          | Попередній заплив | Попередній заплив | Півфінал         | Півфінал         | Фінал            | Фінал            |
| Спортсменка     | Дисципліна          | Час               | Місце             | Час              | Місце            | Час              | Місце            |
| --------------- | ------------------- | ----------------- | ----------------- | ---------------- | ---------------- | ---------------- | ---------------- |
| Мохамед Назлаті | 50 м вільним стилем | 37.64             | 107               | Завершила виступ | Завершила виступ | Завершила виступ | Завершила виступ |
| Мохамед Назлаті | 50 м брасом         | 45.75             | 67                | Завершила виступ | Завершила виступ | Завершила виступ | Завершила виступ |